# Wsiewołod Blumental-Tamarin
Wsiewołod Aleksandrowicz Blumental-Tamarin, ros. Всеволод Александрович Блюменталь-Тамарин (ur. w 1881 r., zm. 10 maja 1945 r. w Münsingen) – radziecki reżyser i aktor teatralny, publicysta, kolaborant hitlerowski i propagandysta radiowy III Rzeszy podczas II wojny światowej.

## Życiorys
Był synem znanych rosyjskich aktorów Aleksandra E. Blumentala-Tamarina i Marii M. Blumental-Tamarin. Ukończył szkołę realną w Moskwie. Po pierwszym roku studiów został z nich dyscyplinarnie zwolniony.
Debiut teatralny miał w 1901 r. Mieszkał w Charkowie. W okresie wojny domowej w Rosji w latach 1917–1921 wspierał białych. Po zajęciu Charkowa przez wojska bolszewickie został aresztowany i skazany na karę śmierci przez rozstrzelanie. Jednakże została ona cofnięta. W czasach władzy sowieckiej W. A. Blumental-Tamarin był nadal aktorem, występując na różnych scenach teatralnych. Był też autorem wielu artykułów. Podczas okupacji niemieckiej podjął kolaborację z okupantami. W styczniu 1942 r. otworzył w okupowanym Kijowie teatr rosyjskiego dramatu. Jednym z najbardziej znanych przedstawień teatralnych wystawionych przez niego był utwór "Front" autorstwa ukraińskiego pisarza Aleksandra J. Korniejczuka, który był grany pod tytułem "Tak oni wojujut ..." Wsiewołod A. Blumental-Tamarin występował w antysowieckich audycjach radiowych.
27 marca 1942 r. został zaocznie skazany przez Sowietów na karę śmierci. Ponadto z polecenia Niemców, imitując głos Józefa Stalina, nagrywał na płytach gramofonowych w radiu Warszawa fałszywe nakazy sowieckich władz, które były następnie przesyłane na okupowane obszary ZSRR. 10 maja 1945 r. został zabity w niemieckim Münsingen przez sowieckich funkcjonariuszy SMIERSZ-a. W 1993 r. został zrehabilitowany.